# Neversea Festival
Neversea este un festival anual de muzică electronică, pop și urban, organizat în Constanța, România, începând cu anul 2017. Festivalul are loc, de obicei, în luna iulie, pe plaja Neversea de la malul Mării Negre, și reunește artiști internaționali de top și zeci de mii de participanți.
În 2025, din cauza indisponibilității unei locații potrivite în Constanța, ediția festivalului Neversea a fost anulată. Organizatorii au anunțat că Neversea va reveni în Constanța începând cu anul 2026. Între timp, echipa organizatoare a lansat un nou eveniment, intitulat Neversea Kapital, care se desfășoară între 4–6 iulie 2025 la Arena Națională din București. Neversea Kapital este un festival separat, organizat sub un nou concept, dar de către aceiași creatori ai festivalurilor Neversea și Untold.

## 2017
Prima ediție a festivalului a avut loc între 7–9 iulie 2017, între plajele Modern și Trei Papuci și a cuprins șapte scene. Între artiștii participanți s-au numărat Dua Lipa, Tiësto, Afrojack, Fatboy Slim, Rita Ora, Jason Derulo, Ella Eyre și Years & Years. De-a lungul celor trei zile, au participat în medie peste 40.000 de oameni pe zi.

### 2018
A doua ediție a festivalului a avut loc între 5–8 iulie 2018. Printre artiștii principali s-au numărat The Script, Armin van Buuren, Steve Aoki, Hardwell, Axwell Λ Ingrosso, KSHMR și Redfoo. Festivalul a atras peste 200.000 de participanți în cele patru zile.

### 2019
Ediția a treia a festivalului s-a desfășurat între 4–7 iulie 2019. Pe scenele Neversea au urcat artiști precum G-Eazy, Sean Paul, DJ Snake, Afrojack, Lost Frequencies, Steve Aoki și Fedde Le Grand. Festivalul a înregistrat un record de participare cu peste 220.000 de persoane.

### 2020 - Anulată
Neversea a anunțat o ediție specială a festivalului pentru anul 2020, fiecare dintre scene a fiind acoperită de un număr pestabilit de artiști, incluzând o multitudine de genuri muzicale. Printre artiștii promiși la ediția 2020 se numără și Black Eyed Peas, Tyga și mulți alții.
Ediția a fost însă anulată în ultimul moment din cauza Pandemiei COVID 19, organizatorii reprogramând-o pe anul următor. Cei care își achiziționaseră deja bieletele au fost recompensați prin a-și putea inloci dată de pe bilet cu orice ediție din viitor își doresc. 

### 2021 - Anulată
Cel mai mare festival de pe o plajă din Europa și-a propus revenirea în forță în 2021, cei mai mulți dintre cumpărătorii biletelor de anul trecut reprogramandu-și vacanță. Neversea a încercat asigurarea aceluiaș line-up, incluzând artiști precum rapperul TYGA, Black Eyed Peas, Passenger, Dan Andrei, Priku sau Raresh. 
Ediția a fost anulată deoarece pandemia și timpul limitat nu au permis organizarea în vara lui 2021.

### 2022
Neversea a revenit cu ediția a patra care a avut loc între 7-10 iulie 2022, având 5 scene pregătite pentru acest an. Rapperul Tyga a fost cap de afiș, printre artiștii participanți mai fiind Alan Walker, Alexandra Stan, Black Eyed Peas, Carla’s Dreams, Delia, Don Diablo, Smiley, Steve Aoki, The Motans.

### 2023
Ediția a șaptea a festivalului s-a desfășurat între 6–9 iulie 2023. Pe scenele Neversea au performat J Balvin, Alan Walker, Morten, Paul Kalkbrenner și Lost Frequencies.

### 2024
Neversea 2024 a avut loc între 4–7 iulie 2024 și a adus artiști precum Bebe Rexha, Maluma, Nick Carter, G-Eazy, DJ Snake,  The Chainsmokers, Marshmello sau Mahmut Orhan.

### 2025
În anul 2025, festivalul a fost mutat temporar la București sub numele de Neversea Kapital, din motive logistice și organizatorice. Evenimentul urmează să aibă loc în luna iulie, iar line-up-ul complet este în curs de anunțare.